# 馬德里三一一連環爆炸案

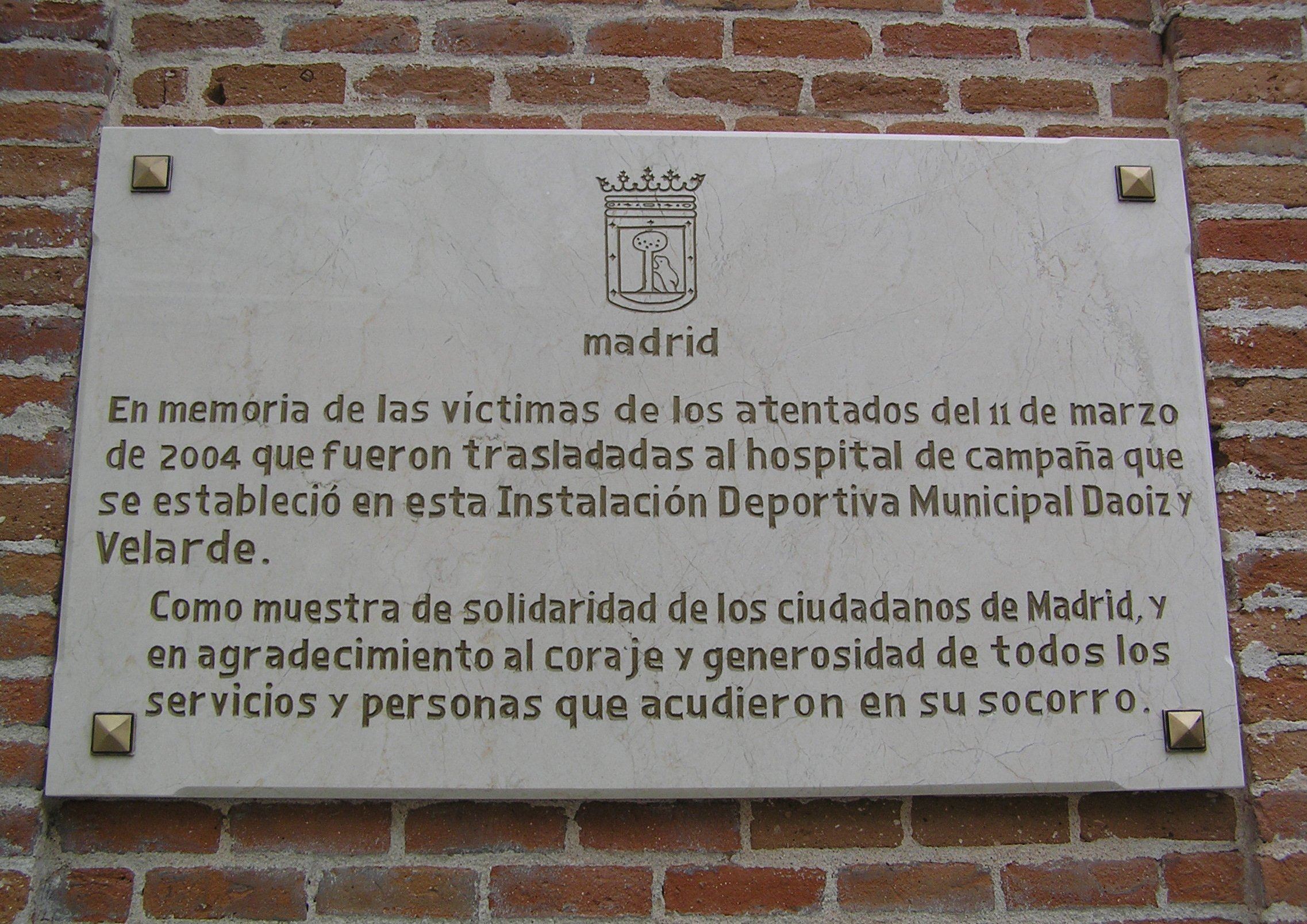
馬德里市政府為紀念該事件的罹難者而設的看板。以下是看板内的西班牙語原文及中文翻譯。
原文：En memoria de las víctimas de los atentados del 11 de marzo de 2004 que fueron trasladadas al hospital de campaña que se estableció en esta Instalación Deportiva Municipal Daoiz y Velarde.
Como muestra de solidaridad de los ciudadanos de Madrid, y en agradecimiento al coraje y generosidad de todos los servicios y personas que acudieron en su socorro.
中譯：本看板乃為紀念2004年3月11日爆炸事件中受襲罹難的馬德里市民而設，本市民體育中心曾臨時作為野戰醫院而搬送及救治負傷者。在此，全體受過幫助的事件受害者感謝人們的勇氣與寬宏大量。

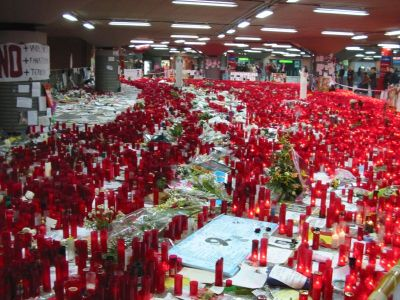
阿托查車站內擺滿鮮花及祭品

马德里三一一连环爆炸案（西班牙語：Atentados del 11 de marzo de 2004；在西班牙常被簡稱為）是指一系列發生在2004年3月11日針對西班牙首都馬德里市郊鐵路系統的恐怖主義炸彈襲擊。在這次恐怖襲擊中，一共有193人死亡(英文紀錄是193人)，2,050人受傷。此事件發生時間正好為美國911襲擊事件後的911天。

## 經過
2004年3月11日的這次襲擊有一系列共十次爆炸，發生在马德里的一列近郊鐵路列车上。當時這輛列車正驶进马德里阿托查车站。火车车厢被炸得面目全非。而几乎与此同时，在开往阿托查火车站的铁路线上，马德里附近的蒂奥雷蒙多车站和圣欧亨尼娅车站也相继发生爆炸。
這次襲擊共在4列火車上發生了10次的爆炸。據報道，在13個土製炸彈中，有10個被引爆。這次爆炸引起的傷亡，遠比西班牙上次由巴斯克獨立武裝埃塔1987年於Hipercor策劃的爆炸（共造成21人死亡，40人受傷）要多得多。
这次爆炸是由手机引爆的，引爆炸弹的手机把爆炸时间设为当地时间11日上午7:39分。
這次爆炸的發動者不明。早些時候，西班牙政府曾表示埃塔爲主要的嫌疑組織，但是這個組織否認了這個指控。後來的證據強烈的暗示這次爆炸与一些極端的伊斯蘭組織有關，並把注意力放到与基地组织有密切联系的摩洛哥伊斯蘭戰鬥團上。

## 影响
2004年3月11日，正值西班牙全国大选之时。爆炸发生后，西班牙各大政党随即宣布暂停竞选活动，以哀悼爆炸事件中的死难者，並宣布全國放假一天。
3月12日晚，在西班牙多個城市共有1140万人遊行，抗议這次襲擊，在首都馬德里就有230萬人遊行；西班牙全國人口超過4000萬，馬德里人口550萬。而在維戈，人口少於30萬，但遊行人數則有40萬。

## 审理
| 国籍           | 死亡人数 |
| -------------- | -------- |
| 西班牙         | 142      |
| 罗马尼亚       | 16       |
| 厄瓜多尔       | 6        |
| 波兰           | 4        |
| 保加利亚       | 4        |
| 秘鲁           | 3        |
| 多米尼加共和国 | 2        |
| 哥伦比亚       | 2        |
| 摩洛哥         | 2        |
| 乌克兰         | 2        |
| 洪都拉斯       | 2        |
| 塞内加尔       | 1        |
| 古巴           | 1        |
| 智利           | 1        |
| 巴西           | 1        |
| 法国           | 1        |
| 菲律宾         | 1        |
| 总数           | 191      |

2006年4月11日，西班牙国家法院开庭审理这起恐怖袭击案件。首批受审的是116名嫌疑人中的29人，其中包括15名摩洛哥人、9名西班牙人、2名叙利亚人以及阿尔及利亚、黎巴嫩和埃及各1人。调查取证证实，这起恐怖袭击案的幕后黑手是摩洛哥伊斯兰战斗团。
11月6日，意大利米兰重罪法院判处3.11爆炸案的一名嫌犯、埃及人鲁巴伊·奥斯曼·赛义德·艾哈迈德10年监禁。艾哈迈德是第一个因涉嫌这起爆炸案而被判刑的嫌疑犯，被指控涉嫌参与策划该爆炸案，并被认为与基地组织在欧洲的分支机构有关。11月17日，艾哈迈德被引渡到马德里，接受西班牙法院对他的审判。
2007年2月15日，3.11恐怖袭击案的29名被告在西班牙国家法院接受庭审。2名摩洛哥人和1名埃及人被控指挥策划了这起连环爆炸案，被控犯有191项谋杀罪、1824项企图谋杀罪和参与恐怖组织罪以及4项恐怖主义破坏活动罪。另外2名摩洛哥人和1名叙利亚人被控实施了爆炸，检方指控他们犯有与上述3人同样的罪行。被告还包括1名西班牙前矿工，他被控盗窃炸药出售给恐怖分子用以实施3.11恐怖袭击，同时还被控对在莱加内斯镇围捕恐怖分子行动中1名警察殉职和18人受伤负责。其他22名被告分别被指控参加恐怖组织或向恐怖活动提供合作。

## 相關
- 逝者紀念林

## 外部連結

### 英语
- BBC News In Depth （页面存档备份，存于）
  - Maps （页面存档备份，存于）
- CNN In-Depth Specials （页面存档备份，存于）
- BBC News' latest on the attack
- CNN's latest on the attack
- Yahoo! Full Coverage
- Photos from Reuters and AP
- News report from CBC （页面存档备份，存于）
- U.N. Security Council Resolution 1530 （页面存档备份，存于）
- Madrid: UN's Credibility Critically Wounded
- Spanish Reporters: Government Silenced the Truth About the Attacks
- context - Terrorism's Future, Rahul Mahajan
- A translation of Juan Carlos I's and Prime Minister Aznar's speeches to the nation, March 11 2004 （页面存档备份，存于）

### 西班牙語
- El Mundo Special （页面存档备份，存于）
- Latest news from ABC Spanish newspaper
- Indymedia Madrid （页面存档备份，存于）
- News report from CincoDías （页面存档备份，存于）
- La Vanguardia: special coverage Dossier （页面存档备份，存于） and initial News report （页面存档备份，存于）
- News report from El Semanal
- Timeline （页面存档备份，存于） by El Mundo.
- Information page （页面存档备份，存于） from RENFE (Spain's national railway operator)
- List of official government statements （页面存档备份，存于） by Cadena SER, and editorial article （页面存档备份，存于）
- Victims' profiles by El Pais and Cadena Ser